# Eleições gerais no Sudão em 2010

Sudão

As eleições gerais sudanesas de 2010 foram realizadas entre os dias 11 e 15 de abril. Este é o primeiro pleito pluripartidário do país em quase 25 anos.

## Decorrência do pleito
No primeiro dia de votações, o diretor da comissão eleitoral, Abel Aler, assegurou que duas horas antes do fechamento dos colégios eleitorais o percentual de participação era de 72%.

## Darfur
Darfur, uma região autônoma do sul do país, que em 2011 terá um plebiscito sobre sua independência, viveu a votação entre sérias dificuldades de organização e pouca participação, devido a falta de organização. "Fui a três centros eleitorais e em nenhum deles eu estava registrado. Só consegui votar no quarto", disse Kulang, um jovem de 26 anos que votava em Juba, a principal cidade do sul do país. Os cartazes eleitorais do MPLS predominam nas ruas de Juba. O MPLS decidiu boicotar as eleições nas províncias do norte do Sudão, com a exceção de duas limítrofes com o sul onde é favorito, pelas dúvidas sobre a transparência dos protestos expressadas pelo próprio partido e outros de oposição. A falta de eleitores no censo e os erros na hora de escrever os próprios nomes parecem ter sido os grandes obstáculos durante as eleições no sul do país, além de algumas ações de violência, como até mesmo uma troca de tiros numa zona eleitoral. Membros do EPLS abriram fogo numa área de votação na província de Al-Wahda, rica em petróleo, matando dois eleitores e ferindo um candidato. Em entrevista coletiva em Cartum, o candidato à Presidência de Sudão do Sul, o ex-chanceler Lam Akol, explicou que o ferido pertence a seu partido, o Movimento Popular pela Mudança Democrática (MPCD). "No primeiro dia, 110 pessoas vieram votar e no segundo, 140", assegurou Gatluak Hany, observador do MPLS que estava na zona eleitoral da universidade. Nela, os eleitores tiveram que dividir espaço com várias cabras que pastavam tranquilamente entre um calor sufocante.